# Телокристалізація
Телокристалізація (рос. телокристаллизация, англ. telocrystallization, нім. Telokrystallisation f) – кінцева фаза кристалізації ґранітної магми, яка приводить до утворення мінералів, характерних для пегматитових тіл, а також до письмових кварц-польовошпатових зростань.
Гранітна (ріолітова, кисла) магма містить 60-65% кремнезему, вона має меншу густину, більш в'язка, менш рухлива, більшою мірою ніж базальтова магма насичена газами.